# Tylophora velutina
Tylophora velutina là một loài thực vật có hoa trong họ La bố ma. Loài này được (R. Br.) G. Don miêu tả khoa học đầu tiên năm 1837.